# Quyền sở hữu Manchester United của Glazer
Câu lạc bộ bóng đá Manchester United là một câu lạc bộ bóng đá Anh có trụ sở tại Old Trafford, Greater Manchester. Câu lạc bộ này được thành lập với tên gọi Câu lạc bộ bóng đá Newton Heath LYR, đội làm việc của kho đường sắt Lancashire và Yorkshire ở Newton Heath, vào năm 1878. Câu lạc bộ này tách khỏi công ty đường sắt vào năm 1892 và vẫn thuộc sở hữu tư nhân cho gần 100 năm, đổi tên thành Manchester United sau khi thoát khỏi tình trạng phá sản vào năm 1902. Câu lạc bộ là chủ đề của các cuộc đấu thầu mua lại từ ông trùm truyền thông Robert Maxwell vào năm 1984 và nhà kinh doanh bất động sản Michael Knighton vào năm 1989, trước khi ra công chúng vào năm 1991; họ đã nhận được một thầu tiếp quản khác từ tập đoàn BSkyB của Rupert Murdoch vào năm 1998 trước khi cổ phần của Malcolm Glazer được công bố vào tháng 9 năm 2003.
Vào cuối năm 2003, Glazer đã tăng tỷ lệ sở hữu cổ phần của mình từ 3,17% lên khoảng 15%, con số này tăng gần gấp đôi trong năm tính đến tháng 10 năm 2004. Việc Glazer mua lại John Magnier và 28,7% cổ phần của JP McManus vào tháng 5 năm 2005 đã đẩy tỷ lệ sở hữu của ông lên khoảng 57%, vượt ngưỡng 30% buộc ông phải thực hiện một cuộc đấu thầu tiếp quản. Vài ngày sau, ông nắm quyền kiểm soát 75% cổ phần của câu lạc bộ, cho phép ông xóa công ty khỏi sàn giao dịch chứng khoán, và trong vòng một tháng, nhà Glazer đã nắm quyền sở hữu 98% câu lạc bộ thông qua công ty mẹ Red Football của họ, ép mua 2% còn lại. Giá mua cuối cùng của câu lạc bộ là gần 800 triệu bảng.
Phần lớn số vốn mà Glazer sử dụng để mua Manchester United đều ở dưới dạng các khoản cho vay, phần lớn trong số đó được đảm bảo bằng tài sản của câu lạc bộ, phải trả lãi suất hơn 60 triệu bảng mỗi năm. Phần còn lại là các khoản vay PIK (khoản vay thanh toán bằng hiện vật), sau đó được bán cho các quỹ đầu cơ. Manchester United không chịu trách nhiệm pháp lý đối với PIK, được nắm giữ bởi Red Football Joint Venture và được bảo đảm bằng cổ phần của công ty đó trong Red Football (và do đó là câu lạc bộ). Lãi suất cho PIK tăng lên 14,25% mỗi năm. Mặc dù vậy, nhà Glazer đã không trả bất kỳ khoản vay nào của PIK trong 5 năm đầu tiên họ sở hữu câu lạc bộ. Vào tháng 1 năm 2010, câu lạc bộ đã thực hiện thành công 500 bảng triệu trái phiếu phát hành, và đến tháng 3 năm 2010, PIKs đứng ở mức khoảng £ 207 triệu. PIK cuối cùng đã được trả hết vào tháng 11 năm 2010 bằng các phương tiện không xác định. Vào tháng 8 năm 2012, như một phần của quá trình tái cấp vốn, nhà Glazer đã bán một số cổ phiếu của Manchester United trong một đợt phát hành lần đầu ra công chúng (IPO) trên Sở giao dịch chứng khoán New York (NYSE).
Một số người hâm mộ Manchester United phản đối việc Glazer tiếp quản câu lạc bộ này, đặc biệt là khi họ nhận ra mức nợ mà câu lạc bộ sẽ phải gánh sau khi không nợ trong nhiều năm. Những người hâm mộ bất mãn đã thành lập câu lạc bộ bóng đá FC United của Manchester vào năm 2005, câu lạc bộ bóng đá này tham gia Liên đoàn bóng đá các hạt Tây Bắc và chơi ở giải hạng sáu National League North từ năm 2015 đến 2019. Kể từ năm 2005, Manchester United Supporters' Trust đã làm việc để tìm cách lấy lại quyền sở hữu câu lạc bộ cho những người ủng hộ; vào năm 2010, họ đã gặp một nhóm người hâm mộ giàu có của Manchester United - được mệnh danh là "Red Knights" - để thảo luận về một giá thầu mua lại câu lạc bộ này với giá hàng tỷ bảng Anh. Tuy nhiên, giá thầu đã thất bại khi Red Knights từ chối đáp ứng con số định giá câu lạc bộ của nhà Glazer.